# Гедехаури, Гурам Ираклиевич
Гурам Ираклиевич Гедехаури (род. 24 октября 1963, 23 января 1962 или 23 января 1963, Сартичала, Гардабанский район) — советский борец классического стиля, чемпион и призёр чемпионатов СССР, чемпион мира, обладатель Кубка мира, участник летних Олимпийских игр 1988 года в Сеуле, заслуженный мастер спорта СССР (1987).

## Биография
Увлёкся борьбой в 1977 году. Выступал за Вооружённые силы (Тбилиси). Тренировался под руководством Д. Н. Рехвалишвили. На Олимпиаде в Сеуле занял 7-е место. После распада СССР выступал за команду Грузии. Оставил большой спорт в 1995 году.

## Семья
Сын Зураб — российский борец греко-римского стиля, супертяжеловес, член сборной команды России, вице-чемпион мира, двукратный чемпион России среди студентов, призёр абсолютного чемпионата России 2017 года, победитель Кубка Европейских наций (2017), мастер спорта России.

## Спортивные результаты
- Чемпионат СССР по классической борьбе 1987 года — ;
- Чемпионат СССР по классической борьбе 1988 года — ;
- Чемпионат СССР по классической борьбе 1989 года — ;
- Чемпионат СССР по классической борьбе 1990 года — ;